# П-3 (серия домов)
П-3 — панельная серия типовых жилых домов из изолированных блок-секций. Начало строительства — начало 1970-х годов. В виде модифицированных серий строится и в наши дни. В конце восьмидесятых — начале девяностых годов на смену серии П-3 пришла новая модернизированная серия П-3м.

## История
По разным данным, производство серии было начато либо в 1971, либо в 1973 году на домостроительном комбинате № 3 и в СКБ «Прокатдеталь».

## Описание
Она отличалась просторными по тем временам квартирами и кухнями, наличием больших лоджий, балконов, грузопассажирского лифта и т. д. За привлекательные площади пришлось расплатиться большим количеством несущих стен. Таким образом, внутри квартир почти все стены являются несущими кроме стен сантехнических кабин, встроенных шкафов и перегородок в двухкомнатных квартирах между коридором и гостиной. В наши дни это стало настоящей проблемой, так как при таком количестве несущих стен изменить внутреннюю планировку квартиры при ремонте практически невозможно. Наиболее частым типом перепланировки является объединение санузла и расширение за счёт коридора с устройством отдельного входа в кухню из жилой комнаты путём пробивки проёма в несущей стене. Устройство такого проёма для квартир, расположенных не на первых этажах, возможно. Допустимая ширина проёма  — 900 мм с отступом от наружной стены не менее метра. При этом такой проём обязательно должен быть предварительно согласован, а затем усилен металлической рамой в соответствии с проектом перепланировки квартиры.
Изначально данная серия строилась шестнадцатиэтажной. Однако при проектировании был заложен запас прочности, который позволил к середине восьмидесятых годов увеличить этажность здания до семнадцати этажей при этом не меняя конструктивную схему и планировки квартир. Серия П-3 — одна из первых серий, в которой стали применяться не только рядовые секции, но и поворотные. Это позволило строить не только прямые дома, но и поворотные. В рядовой типовой секции предусматривается расположение четырёх квартир на этаже (двух двухкомнатных и двух трёхкомнатных), а в угловой  — восемь. Иногда встречается размещение на этаже четырёхкомнатной квартиры за счёт уменьшения двухкомнатной квартиры в однокомнатную.

## Основные характеристики
| Количество секций (подъездов) | от 2-х                                                     |
| Этажность                     | от 2-х до 17-и Первый этаж бывает как жилой, так и нежилой |
| Высота потолков               | 2.64                                                       |
| Лифты                         | пассажирский и грузопассажирский                           |
| Балконы                       | во всех 2-х, 3-х и 4-х комнатных квартирах                 |
| Количество квартир на этаже   | 4                                                          |
| Перспектива сноса             | Не планируется, дома подвергаются капитальному ремонту     |

## Площади квартир
| Комнатность          | Общая, м² | Жилая, м² | Кухня, м² |
| 1-комнатная квартира | 34 — 35   | 14 — 15   | 8,4       |
| 2-комнатная квартира | 44 — 60   | 29 — 37   | 9,2       |
| 3-комнатная квартира | 73 — 83   | 44 — 49   | 10,2      |
| 4-комнатная квартира | 92 — 93   | 62 — 63   | 10,2      |

## Строительные конструкции
| Санузлы                  | Раздельные, выполнены в виде сантехнических кабин-стаканов                 |
| Лестницы                 | Сборные железобетонные                                                     |
| Мусоропровод             | С загрузочным клапаном на каждом этаже                                     |
| Вентиляция               | Естественная вытяжная через вентблоки в сантехкабине и кухне               |
| Наружные стены           | Керамзитобетонные навесные панели толщиной 350 мм.                         |
| Внутренние стены         | Сборные железобетонные панели толщиной 14 см и 18 см.                      |
| Межкомнатные перегородки | Гипсобетонные прокатные панели толщиной 80 мм.                             |
| Междуэтажные перекрытия  | Плоские сборные железобетонные панели толщиной 140 мм размером на комнату. |
| Несущие стены            | Внутренние железобетонные панели толщиной 140 и 180 мм.                    |
| Тип кровли               | Плоская рулонная                                                           |

## Примечание
1. ↑  Под рук. В. А. Максименко, 1999, с. 79.
2. ↑  Крупнопанельное домостроение / Розанов Н. П.. — М.: Стройиздат, 1982. — 224 с.